# Хроника бутербродной войны
«Хроника бутербродной войны» (англ. The Butter Battle Book) — американский короткометражный телевизионный мультфильм режиссёра Ральфа Бакши по одноимённой книге Доктора Сьюза. Премьера — 13 ноября 1989 года.

## Сюжет
По одну сторону Стены жили юки, которые мазали хлеб маслом сверху. А по другую — зуки, которые намазывали масло снизу. Из-за этой пустячной детали между двумя народами идёт непримиримая борьба и, следовательно, гонка вооружений. По одну сторону выдумывают колючку, чтобы наказать обидчиков с другой, но те изобретают рогатку. На это изобретение придумывают рогаточную машину и так по кругу…
Дедушка-юк рассказывает внуку про то, как одно государство пыталось обогнать другое, не понимая, что одно не сильнее другого. Дедушка собирается кинуть на землю зуков бомбоопасного жучка, последнее слово в военной технике, как появляется его старый знакомый соперник-зук по имени Ван Итч, несущий в руке такого же жучка. Они собираются бросать жучков, но маленький юк их останавливает. Между соперниками проходит следующий диалог:
— Давай не бросать. Ты за это?

— Я за!

— И лучше посмотрим друг другу в глаза.
На экране появляется многозначительная надпись «Конец (может быть)».

## Роли озвучивали
- Чарльз Дёрнинг — Дедушка
- Кристофер Коллинс — главный юк
- Клайв Ревилл — Ван Итч
- Джозеф Казинс — внук
- Мирьям Флинн — юки и зуки
- Хэл Смит — юки

## Критика
Доктор Сьюз назвал короткометражку самой верной экранизацией своего произведения.